# Alternativität
In der abstrakten Algebra, einem Teilgebiet der Mathematik, ist Alternativität eine Abschwächung des Assoziativgesetzes.

## Definition
Eine algebraische Struktur {\displaystyle (M,\cdot )} mit einer zweistelligen Verknüpfung {\displaystyle \cdot } heißt alternativ, wenn die beiden unten stehenden Aussagen für alle {\displaystyle o,p\in M} gelten:
- Linksalternativität:

{\displaystyle o\cdot (o\cdot p)=(o\cdot o)\cdot p}
- Rechtsalternativität:

{\displaystyle o\cdot (p\cdot p)=(o\cdot p)\cdot p}

## Bedeutung
Ist eine Verknüpfung assoziativ, gilt per Definition
{\displaystyle (o\cdot q)\cdot p=o\cdot (q\cdot p)}
für alle {\displaystyle o,q,p}. Das hat zur Folge, dass Klammern in der Notation überflüssig werden, das Ergebnis hängt schließlich nicht von der Reihenfolge der Ausführungen der Verknüpfungen ab. Häufig spart man sich daher die Klammern. Gilt das Assoziativgesetz nicht, können Klammern nicht unbegründet entfernt werden. Gilt jedoch die Alternativität, kann man die Klammern zumindest dann weglassen, wenn {\displaystyle q=o} oder wenn {\displaystyle q=p}. Insbesondere lassen sich gleiche Faktoren zu Potenzen zusammenfassen. Das heißt, dass es möglich ist, Produkte der Art {\displaystyle (a\cdot a)\cdot ((a\cdot a)\cdot b)} zu {\displaystyle a^{4}\cdot b} zusammenzufassen.
Jede assoziative Verknüpfung ist alternativ.

## Beispiele
- Für einen Alternativkörper, einen verallgemeinerten Körper wird von der Multiplikation an Stelle des Assoziativgesetzes nur die Alternativität gefordert. Im Gegensatz zu einem Körper muss die Multiplikation auch nicht kommutativ sein.

- Die reellen Oktonionen bilden einen solchen Alternativkörper. Ihre Multiplikation ist alternativ, aber weder assoziativ noch kommutativ.